# Joya Sherrill
Joya Sherrill (Bayonne, 20 de agosto de 1924 – Great Neck Plaza, 28 de junio de 2010) fue una cantante estadounidense de jazz y presentadora de programas de televisión infantiles. 

## Biografía
Sherrill nació en Bayonne, Nueva Jersey. Su primera intención fue hacerse escritora: fue directora del periódico de su escuela. Tuvo una hermana, Alice.
Sherrill comenzó su carrera musical con Duke Ellington en 1942 a los 17 años. Sherrill llegó a escribir la letra de la primera grabación del tema Take the 'A' Train de Billy Strayhorn, canción que también interpretaba. Ellington la consideraba una de sus cantantes favoritas, y tocó con su banda de manera intermitente durante las dos décadas siguientes.
Después de los años cuarenta, Sherrill trabajó con Ray Nance y Rex Stewart, ambos antiguos acompañantes de Ellington. A mediados de los cuarenta, se casó con Richard Guilmenot. Trabajó otra vez con Ellington en el programa de televisión A Drum Is a Woman (1957), y realizó una gira por la Unión Soviética con Benny Goodman en 1962. Unos años antes, en 1960, Sherrill lanzó un disco en solitario de canciones infantiles, Sugar and Spice, con acompañamiento del arreglista de Broadway Luther Henderson.
Desde 1970 Sherrill tuvo un programa infantil de televisión, Time for Joya, más adelante llamado Joya's Fun School. Se grabó poco años, pero se repitió hasta 1982. A mediados de los setenta acompañó a su marido a Irán por cuestiones de trabajo. Allí, tuvo su propio programa de televisión, que se emitía en directo. Volvió a cantar a Nueva York hacia el final de esa década. Su marido murió en 1989; tuvieron un hijo y una hija. Sherrill murió de leucemia en su casa de Great Neck Plaza, en Nueva York.

## Discografía

### Como artista principal
- Sugar and Spice with Luther Henderson (Columbia, 1962)
- Joya Sherrill Sings Duke (20th Century Fox, 1965)

### Como colaboradora
- Sammy Davis Jr., Sammy Jumps with Joya (Design, 1957)
- Duke Ellington, My People (Contact, 1962)
- Duke Ellington, Duke Ellington's Greatest (RCA Victor, 1954)